# Objat
Objat település Franciaországban, Corrèze megyében. Lakosainak száma 3737 fő (2022. január 1.). Objat Allassac, Saint-Aulaire, Saint-Cyr-la-Roche, Saint-Solve, Vars-sur-Roseix és Voutezac községekkel határos.

## Népesség
A település népességének változása:
| Lakosok száma | 2701 | 3211 | 3163 | 3400 | 3534 | 3613 | 3640 | 3624 | 3662 | 3737 |
|               | 1968 | 1982 | 1990 | 2006 | 2013 | 2015 | 2017 | 2019 | 2020 | 2022 |